# روکا سوزلا
روکا سوزلا (به ایتالیایی: Rocca Susella) یک کومونه در ایتالیا است که در استان پاویا واقع شده‌است. روکا سوزلا ۱۲٫۹ کیلومتر مربع مساحت و ۲۳۸ نفر جمعیت دارد.